# Делмарва
Делмарва (на английски: Delmarva Peninsula) е голям полуостров на източното крайбрежие на САЩ, който заема голяма част от Делауеър, източния бряг на Мериленд и източния бряг на Вирджиния. Въпреки че се нарича полуостров, той е превърнат технически в остров след изкопаването на канала Чесапийк – Делауеър. Полуострова е 170 mi (274 km) дълъг. Широчината му варира от 70 mi (113 km) в центъра до 12 mi (19 km) в провлак в северния му края и по-малко в южния край на нос Чарлз. Граничи с Чесапийкския залив на запад и река Делауеър, залива Делауеър и Атлантическия океан на изток, и с Елк Ривър на север.

## Етимология
В по-старите източници полуострова между залива Делауеър и Чесапийк Бей се нарича по различен начин или като полуостров Делауеър, или полуостров Чесапийк.
Топонимът Делмарва е взет от части от имената на щатите Делауеър, Мериленд и Вирджиния (Delaware, Maryland, Virginia), по модела на Делмар, граничен град, наречен в чест на двата щата. Докато Делмар е основан и кръстен така през 1859 г., най-ранното използване на името за полуострова става след няколко десетилетия. Редовно името започва да се използва през 1920-те години.

## География
В северния част на полуострова преминава канала Чесапийк и Делауеър, който всъщност превръща полуострова в остров. Няколко моста преминават над канала. Моста Чесапийк Бей и моста – тунел Чесапийк Бей свързват полуострова с континенталната част на Мериленд и Вирджиния. Друга точка за достъп е Люис, Делауеър, до който може да се стигне с ферибот от Кейп Мей, Ню Джърси.
Доувър, столицата на Делауеър разположен на полуострова е най-големият град по население, но основната търговска област е Солсбъри, щата Мериленд, близо до центъра на полуострова. Включващ всички крайбрежни острови (най-големият от които е остров Кент в щата Мериленд), общата площ на земите на юг от канала Чесапийк и Делауеър е 5 454 sq mi (14 130 km2). При преброяването на населението през 2000 г. общият брой на населението е 681 030 души, което дава средна гъстота на населението от 124,86/sq mi (48,21/km2).
Кейп Чарлз образува южния край на полуострова в щата Вирджиния.
Полуострова се намира изцяло в рамките на Атлантическата крайбрежната равнина и представлява плоска и песъчлива местност с много малко или никакви хълмове, най-високата точка на полуострова е само 31 m над морското равнище. Неговото крайбрежие на Атлантическия океан се формира от Вирджинските бариерни острови на юг и от острова Фенуик на север.

## История

### Индиански народи
Някои изследвания показват, че местните американци са населявали полуострова от около 8000 – 10 000 години, след последния Ледников период.
Последните изследвания показват, че Палеоиндианците са населявали Мериленд по време на пре-Кловис периода (преди 13 000 години). Археологическите обекти Майлс Пойнт, Ойстър Коув и Кейтърс Коув на полуострова помагат да се документира пре-Кловис присъствие на хора в Средно-Атлантическия регион. По този начин тези обекти предполагат присъствието на човека в средата на Атлантическия регион от последния Ледников максимум.
През 1970 г. каменен инструмент (biface) приличащ на Солютрейските каменни инструменти е изровен от траулер край източното крайбрежие на Вирджиния в район, който е бил суша до повишаване на нивото на морето по време на Плейстоцена. Освен това са открити редица археологически паметници на полуострова оставени от древните му жители. Те са създали селища от групи от сламени къщи и са отглеждали култури, там където условията благоприятстват земеделието. През пролетта те засаждали зърнени култури, обикновено жените и децата, докато мъжете ловуват и ловят риба. През есента прибират реколтата и я съхраняват в кошници или подземни дупки. По време на суровата зима цели общности се местят в богати ловни области, за да търсят елени, зайци и друг дивеч. Когато земеделската земя около селото се превърна в по-малко продуктивна жителите се местят на ново място. Основната индианска общност от страна на океана в долната част на полуострова преди идването на европейците са асатеаго. Те варират от Кейп Чарлз, Вирджиния, до Индиън Ривър в Делауеър. Горната част на полуострова и Чесапийкския бряг е заета от нантикоките и чоптанк. Асатеаго и нантикоките сключват редица договори с колония Мериленд, но земята им постепенно е взета за ползване от колонистите и местни народи на полуострова почти изчезват, смесвайки се с други алгонкински племена като някои достигат далеч на север чак до Онтарио.

### Колонизация
През 1566 г., експедиция от испанска Флорида водена от Педро Менендес де Авилес достига полуострова. Експедицията се състои от двама Доминикански монаси, тридесет войници и индианско момче от Вирджиния, Дон Луис. Тя има намерение да създаде испанска колония в Чесапийк. По онова време испанците смятат Чесапийк за легендарния северозападен проход. Обаче буря прекъсва техните опити за основаване на колония. Земята, която е Делауеър за първи път е колонизирана от холандската Западно-Индийска компания в 1631 г. Тази колония просъществува само една година, преди да бъде разрушена от местните индианци. През 1638 г. е основана Нова Швеция в северната част на щата, заедно с долината на Делауеър. В края на краищата, холандците, присъединяват колонията към Нова Холандия, твърдейки че техните права над територията са по-отдавнашни, датиращи от 1631 г.
Скоро след това, през 1664 г. Делауеър минава под контрола на Великобритания. Джеймс I, крал на Англия дава на Вирджиния 400 км от крайбрежието на Атлантическия океан центрирани около Кейп Комфорт, разширени на запад към Тихия океан от колонистите между 1606 по 1611 г. Това включва и част от полуострова. Тази земя е била прехвърлена от херцога на Йорк на Уилям Пен през 1682 г. и се управлява от Пенсилвания. Точната граница е определена от служител на съда, в 1735 година. През 1776 г., в окръзите Кент, Ню Касъл и Съсекс обявяват независимост от Пенсилвания и влизат в САЩ като щата Делауеър.
През 1632 г. по искане на колонията Мериленд, кралят на Англия Чарлз I нарежда: „всичко, което е част от полуострова или лежи в части на Америка, между океана на изток и залива Чесапийк на запад, разделена с права линия от Промънтори, успоредно на залива близо до река Уиглу на запад и към океана на изток; и между границата на юг и към онази част на залива Делауеър в северната част, която се намира под 40 градуса северна ширина до Икуноктиал, където Нова Англия свършва“ е дадена на Сесил Калвърт, 2-ри Барон Балтимор като колония Мериленд." Това включва всичко от днешния Делауеър. Точка в Хартата обаче предоставя само тази част на полуострова, която все още не е колонизирана от европейците към 1632 г. Повече от век по-късно, това постановление е обявено за невалидно.

## Икономика
Полуострова е популярно място за производство на зеленчуци през 19 и началото на 20 век. Въпреки че до голяма степен е засенчен от Калифорнийското производство, на полуострова все още се произвежда в големи количества домати, зелен фасул, царевица, соя. О кръг Куин Ан е най-големият производител на соя в щата Мериленд.
Източния бряг е известен и със своите птицеферми, най-известна от които е фермата Пардю в Салисбъри. Делауеър е рядка порода кокошки създадена на полуострова.
Туризмът е една от основните икономически дейности на полуострова. Плажове в Рихобот Бийч, Делауеър и в Оушън Сити, Мериленд са и популярни туристически дестинации.